# Лі Цзя Вей
Лі Цзя Вей  (англ. Li Jia Wei, 9 серпня 1978) — сінгапурська настільна тенісистка, олімпійська медалістка.

## Виступи на Олімпіадах
| Олімпіада   | Дисципліна       | Місце |
| ----------- | ---------------- | ----- |
| Сідней 2000 | одиночний розряд | 9T    |
| Сідней 2000 | парний розряд    | 9T    |
| Афіни 2004  | одиночний розряд | 4     |
| Афіни 2004  | парний розряд    | 9T    |
| Пекін 2008  | одиночний розряд | 4     |
| Пекін 2008  | командний розряд | 2     |
| Лондон 2012 | командний розряд | 3     |